# Holt városok

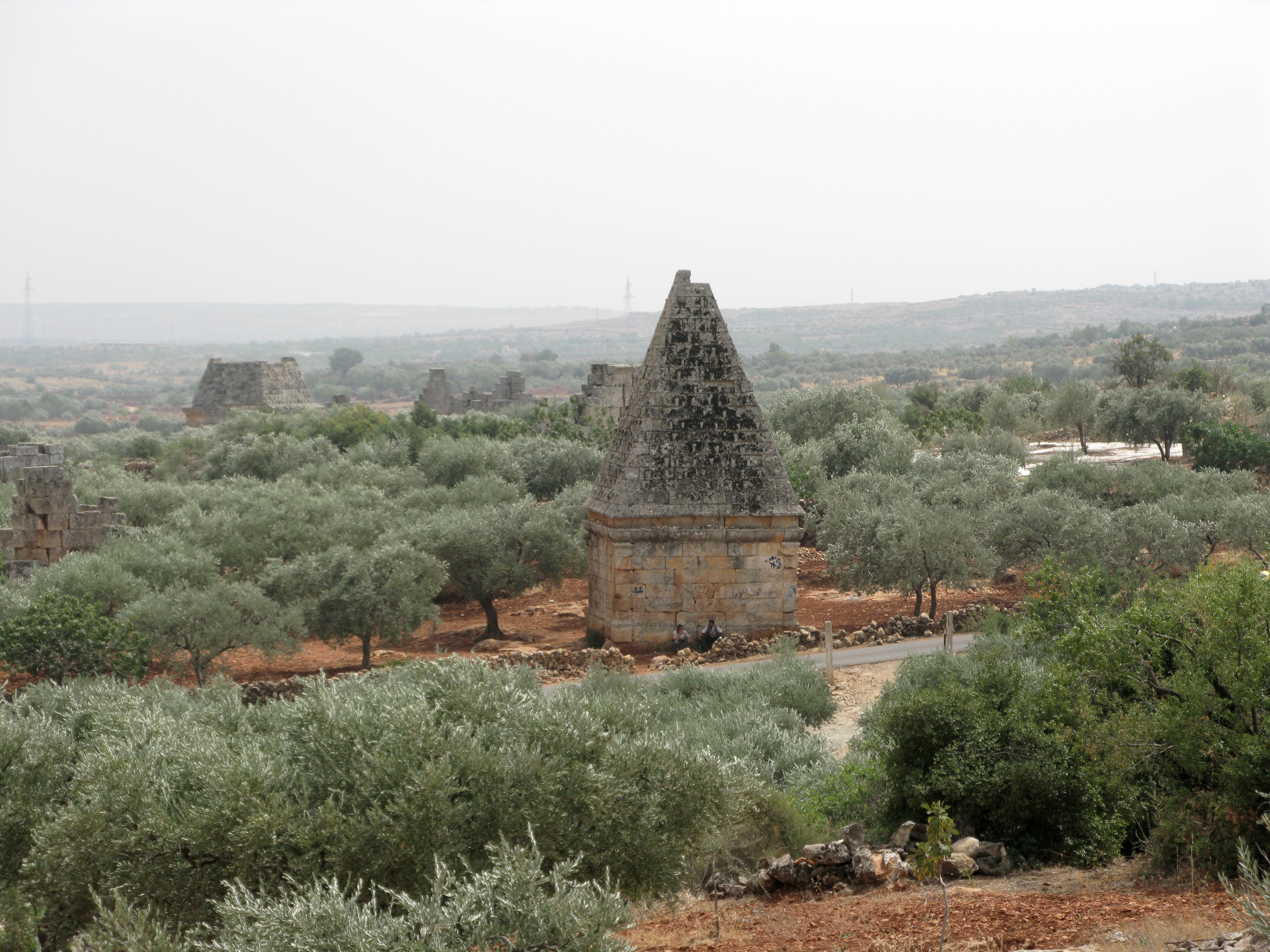
Piramidális sír (Bara)

Holt városoknak vagy halott városoknak nevezzük Szíria több száz bizánci időkből származó településmaradványát, amelyek az ókorban Bélosznak (latinosan Belus) nevezett mészkőmasszívumon fekszenek az Aleppói és Idlibi kormányzóságban. A települések a 4. századtól indultak fejlődésnek, és a 6. század közepére érték el ma ismert számukat és nagyságukat. Hanyatlásuk a 8. század második felétől kezdődött, és a 10. századtól kezdődően néptelenedtek el, amikor az újra megerősödő Bizánc és muszlim ellenfelei közötti harcok, illetve utóbb a keresztes háborúk színhelyévé váltak.

## Elhelyezkedésük
A holt városok az átlagosan 4-500 méter magas Bélosz mészkővonulatain helyezkednek el. A hegység, melynek legmagasabb csúcsai 800 méter feletti magasságot is elérnek, mintegy 140 kilométer hosszan nyúlik el nagyjából észak-déli irányban, szélessége 20-40 kilométer között változik. Nyugaton az Orontész völgye választja el az Alavita-hegységtől, keleten szintén termékeny síkságba fut – ez utóbbin húzódik ma az Aleppó és Damaszkusz közti autópálya, amely a hagyományosan használt történeti útvonalat követi. A városok a hegység három jól elkülönülő vonulatán helyezkednek el: a legészakabbi az Aleppótól északnyugatra húzódó Simeon- és Halaka-hegység, a középső a nagyvárostól nyugatra eső Alá- és Barísa-hegység, a legdélebbi pedig a Závija-, másképp Ríha-hegység. A táj meglehetősen barátságtalan, mivel kevés a megművelhető föld, a legtöbb helyen a csupasz sziklák láthatóak.

## Történetük

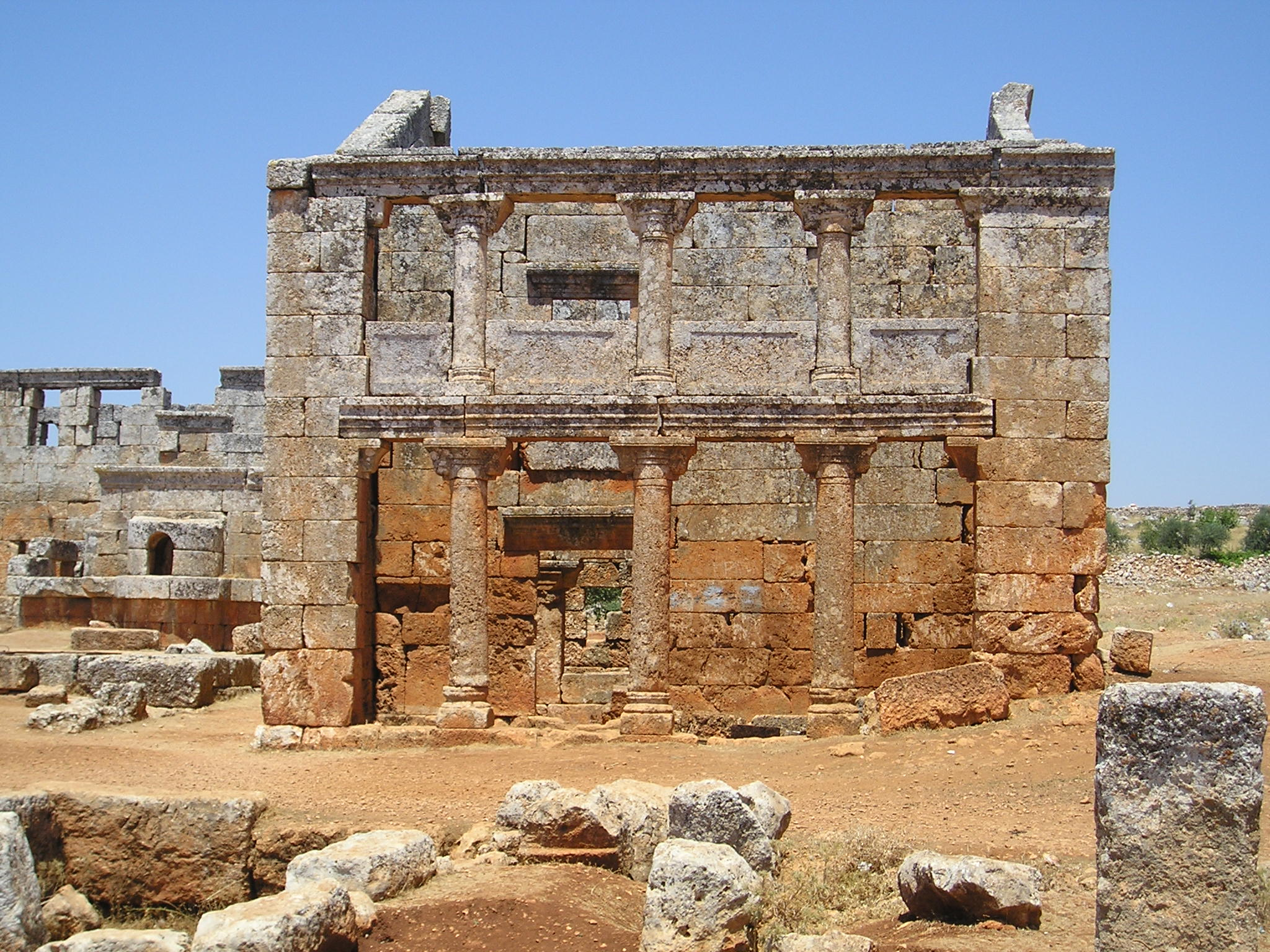
Emeletes villa maradványa (Szerdzsilla)

Bár néhány tudós szerint már a Szeleukidák idején létrejött néhány település, nincsenek erre utaló maradványok. A vizsgálatok tanúsága szerint a települések az 1. századtól kezdve alakultak ki, de fejlődésük 250 körül megakadt a Szent Cipriánhoz kötött pestisjárvány következtében. A fejlődés 340 körül indult újra, és 550 körül tetőzött. Georges Tchalenko elmélete szerint az Antiochia körüli nagyobb, termékenyebb síkság túlnépesedése vezethetett a mostohább körülmények kihasználásához. A városok húzó ágazata az olívaolaj-termelésük volt, amiből Antiochia kikötőjén keresztül az egész földközi-tengeri vidékre szállítottak. Fejlődésüket nem a 630-as években kezdődő arab uralom, hanem a kereskedelmi utak ebből fakadó megszakadása akasztotta meg, és a későbbi háborúk csak fokozták. A lakosság fokozatosan lejjebb vonult, a termékenyebb, gabonatermesztésre is alkalmas földekre. A muszlim uralom 12. századi helyreállítását követően rövid időre újra emelkedett a népesség száma, de aztán a települések egészen a késő 20. századi fellendülésig elnéptelenedtek és holt várossá váltak.

## Jellemzőik
A holt városok alapvetően falusias jellegűek voltak, és arculatukat meghatározta a rendelkezésre álló nyersanyagok szűk köre: mivel alig akadt épületfa, szinte minden építmény kőből készült, leszámítva az esetleges cseréptetőt és annak faszerkezetét. A falak mellett a lépcsők, erkélyek, mennyezetek, sőt sokszor a tetők is ebből épültek. Tulajdonképpen ennek az időtálló építőanyagnak – és az elnéptelenedésnek – köszönhetően maradt meg olyan sok viszonylag jó állapotú épület. A követ olykor nem csak az épületek szerkezetében, hanem bútoranyagként is hasznosították: padok, szekrények készültek belőle. Talán az építőanyagok korlátozott volta miatt a holt városokban használt építkezési stílus nem sokat változott az évszázadok során. Külső hatások sem igazán érezhetőek a legnagyobb, viszonylag kései középületeket – mindenekelőtt a Szent Simeon bazilikát és a körülötte épült egyházi komplexumot – leszámítva.

## Ismertebb holt városok
Bár egyes számítások szerint akár 780 településmaradványt is a holt városok közé sorolhatunk, ezek közül nagyjából száz rendelkezik nagyobb kiterjedésű, látványosabb romokkal. Ezek közül a szócikk forrásául szolgáló mű (Burns: Monuments of Syria) által külön tárgyaltakat soroljuk fel a három zónára felosztva, betűrendben, az átírási nehézségek miatt a könyvben használt alakokat is feltüntetve. A három legismertebb közülük a Szent Simeon komplexum, Kalb Lauza és Szerdzsilla.

### Északi övezet (Simeon- és Halaka-hegység)
- Barad
- Baszufán (Basofan)
- Burdzs Hajdar (Burj Haidar)
- Burdzska (Burjke)
- Dajr Szamán (Deyr Samaan), Oszlopos Szent Simeon kolostora
- Fafirtin (Fafertin)
- Harab Samsz (Kharrab Shams)
- Musabbak (Mushabbak)
- Katura (Qatura)
- Rafáda (Refade)
- Szent Simeon komplexum
- Takla (Takleh)
- Zarzíta (Zarzita)

### Középső övezet (Alá- és Barísa-hegység)
- Bamukka (Bamuqqa)
- Bakirha (Baqirha)
- Behju (Behyo)
- Beszhindlaja (Beshindlaya)
- Burajdzs (Braij)
- Bnabel
- Dajhisz (Dayhis)
- Kirkbiza (Kirkbizeh)
- Kúkanaja (Kokanaya)
- Meez
- Kalb Lauza (Qalb Lozeh)

### Déli övezet (Závija-hegység)
- al-Bara
- Dana
- Dzsaráda (Jeradeh)
- Ruvajha (Ruweiha)
- Szerdzsilla (Serjilla)